# Districtul Seeland

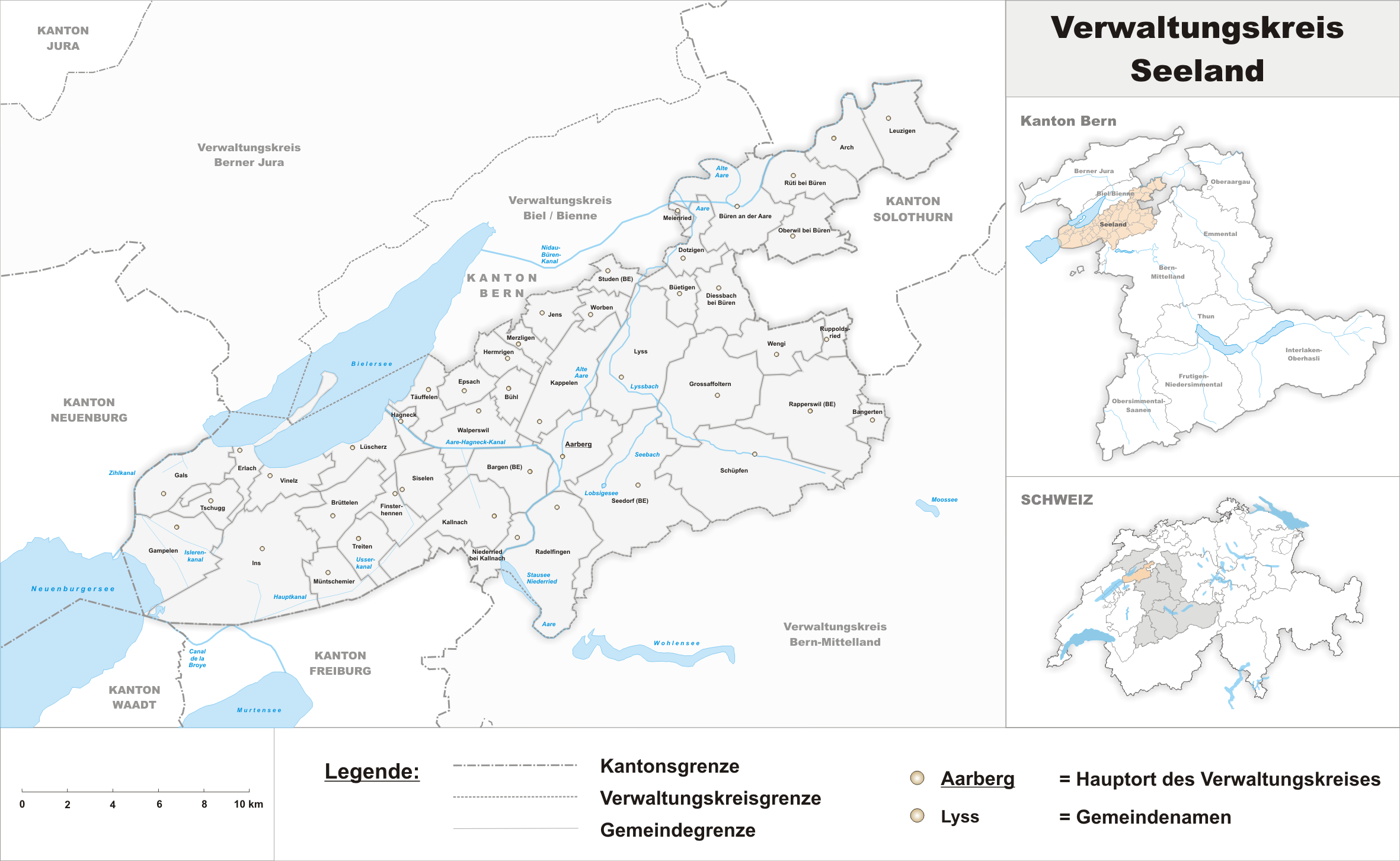
Districtul Seeland

Seeland este un district din cantonul Berna, Elveția. Districtul a fost înființat la data de 1 ianuarie 2010 și aparține de regiunea administrativă Seeland (432,6 km²). Districtul cuprinde 45 de localități, ocupă suprafața de 334.14 km², având 67.812 de locuitori în anul 2009.